# Crumb (1994)
Crumb ist ein US-amerikanischer Dokumentarfilm aus dem Jahr 1994 über den Comiczeichner und Illustrator Robert Crumb. Regie führte Terry Zwigoff.

## Handlung
In Interviews mit Robert Crumb, seiner Familie, ehemaligen Weggefährten und seiner Ehefrau Aline Kominsky zeichnet der Film ein Bild von Crumbs Sozialisation und den privaten, gesellschaftlichen und künstlerischen Einflüssen auf seine Arbeit. Kritiker und Kollegen diskutieren Crumbs Rang innerhalb der Geschichte des Comics, insbesondere des Underground Comics, und der modernen Kunst, aber auch die wiederholt gegen ihn geäußerten Vorwürfe des Sexismus und Rassismus in seinen Arbeiten.

## Hintergrund
Crumb entstand über einen Zeitraum von mehreren Jahren. Regisseur Terry Zwigoff bat David Lynch um seine Mithilfe bei dem Projekt. Lynch lehnte aus zeitlichen Gründen ab, erklärte sich aber bereit, zu Promotionzwecken auf Plakaten und im Filmvorspann mit „David Lynch presents“ namentlich genannt zu werden. Dies führte wiederholt dazu, dass Lynch fälschlicherweise als Coproduzent des Films genannt wurde. Robert Crumbs Schwestern Sandra und Carol weigerten sich, vor die Kamera zu treten. Sein Bruder Charles, der in dem Film ausführlich zu Wort kommt, beging 1993, noch vor der Premiere, Selbstmord.
Crumb lief erstmals am 10. September 1994 auf dem Toronto International Film Festival. Der Film startete am 21. April 1995 in den amerikanischen und am 25. Mai 1995 in den deutschen Kinos. Während in den Kinos der BRD eine deutsch untertitelte Originalfassung lief, wurde der Film für die TV-Fassung (erstmals ausgestrahlt am 4. März 1996) mit einem deutschen Voice-over versehen.
Bei einem Budget von rund 200.000 US-Dollar spielte Crumb in den USA rund 3 Millionen US-Dollar ein.
In einem Interview aus dem Jahr 2010 bekannte Crumb, Zwigoff habe „gute Arbeit geleistet“, aber der Film sei für ihn aufgrund seiner Intimität „niederschmetternd“ und „quälend“.

## Kritiken
„Einer der bemerkenswertesten und eindringlichsten Dokumentarfilme, die je gedreht wurden […] wenn jemals jemand das Recht besaß, seine Fantasien auszudrücken, war es Crumb, dessen Kunst offensichtlich einen Katalysator darstellte, der es ihm ermöglichte, zu überleben und seinen Schmerz zu bewältigen. Crumb ist ein Film, der dem Begriff Kunst als Therapieform neue Bedeutung gibt.“

„Ein auf der Grundlage eines persönlichen Vertrauensverhältnisses entworfenes intensives, fast privates Porträt einer widersprüchlichen Künstlerpersönlichkeit, die hinter Sarkasmus und beißender Selbstironie ein verletzbares Wesen verhüllt. Parallel dazu formt sich das plastische Bild einer ganzen Epoche, ohne in Mythenbildung zu verfallen. Der Film verzichtet auf Versuche, die Ästhetik der Comics in filmische Sehkonventionen zu übersetzen.“

## Auszeichnungen (Auswahl)
Crumb wurde mit zahlreichen nationalen Filmpreisen ausgezeichnet, darunter:
- 1995: Auszeichnung auf dem Sundance Film Festival in den Sparten Großer Preis der Jury – Bester Dokumentarfilm und Beste Kamera – Dokumentarfilm
- 1995: National Board of Review Award für den Besten Dokumentarfilm
- 1995: New York Film Critics Circle Award für den Besten Dokumentarfilm
- 1995: Los Angeles Film Critics Association Award für den Besten Dokumentarfilm
- 1995: Boston Society of Film Critics Award für den Besten Dokumentarfilm
- 1995: National Society of Film Critics Award für den Besten Dokumentarfilm
- 1996: Directors Guild of America Award an Terry Zwigoff für die „Herausragende Regieleistung in einem Dokumentarfilm“ („Outstanding Directorial Achievement in Documentary“)

Bei den Oscar-Nominierungen wurde Zwigoffs Film übergangen, was zu dem in den Medien kursierenden Gerücht führte, das für die Nominierungen zuständige Komitee habe die Sichtung abgebrochen. In einem Interview aus dem Jahr 2010 erklärte Zwigoff, zum damaligen Zeitpunkt hätten die Mitglieder der Dokumentarfilmsparte zu einem großen Teil aus Verleihern bestanden, die für ihre eigenen Filme votierten. Die Bestimmungen hätten sich jedoch seitdem geändert.

## Veröffentlichungen
1997 erschien ergänzend zum Film das Buch Crumb Family Comics mit Illustrationen, Briefen und Fotos von Robert, Maxon und Charles Crumb, Aline Kominsky und anderen.
Crumb ist in den USA und Großbritannien auf DVD und Blu-ray erschienen.